# بلم (سمك)
البَلَم  (الاسم العلمي: Engraulis) هو جنس من الأسماك يتبع الفصيلة البلمية من رتبة الصابوغيات. أنواعه المعروف نحو 30 منتشرة في جميع البحار. وهي أسماك صغيرة القد مستطيلة الشكل طولها يراوح من 8 إلى 12 سم. تعيش في جماعات وأفواجاً. تقترب من الشاطئ في نيسان وأيار وحزيران جميعها من الأسماك المأكولة.

## أنواع سمك البلم
- بلم جنوبي
- بلم رأس الرجاء
- بلم ضرزم
- بلم مبيض
- بلم مفغر
- بلم ياباني